# 宋庆龄巨型雕像
宋庆龄巨型雕像是一座位于河南省郑州市郑东新区已拆除的雕像，是为了纪念辛亥革命一百周年而制作。宋庆龄巨型雕像隶属于河南省宋庆龄基金会，其基座占地800余平方米，总高24.15米，其中头部由13层石材共计262块石块组成，身部有15层石材共计645块组成，基座雕刻部分有30层石材共计880多块组成。这座巨型雕像的模型由广州美术学院提供，通过医学人体扫描技术和3D技术放样制作。
据河南商报、南方周末报道，2012年初该雕像已基本停建，2013年雕像尚未建好就被拆除。河南省宋庆龄基金会在其官网、年报中均未披露相关事宜。